# Trelle
Trelle (llamada oficialmente Nosa Señora dos Anxos de Trelle) es una parroquia y un lugar del municipio español de Toén, en la provincia de Orense, Galicia.

## Toponimia
La parroquia también es conocida por el nombre de Nuestra Señora de los Ángeles de Trelle.

## Organización territorial
La parroquia está formada por dos entidades de población:
- Trelle
- Trellerma

## Demografía

### Parroquia
| Gráfica de evolución demográfica de Trelle (parroquia) entre 2000 y 2023 |
|                                                                          |
| Datos según el nomenclátor publicado por el INE.                         |

### Lugar
| Gráfica de evolución demográfica de Trelle (lugar) entre 2000 y 2023 |
|                                                                      |
| Datos según el nomenclátor publicado por el INE.                     |